# 劉淑華
劉淑華（英語：Marina Lau Shuk Wah，1966年1月20日—），前香港無線電視女藝員。

## 簡歷
劉淑華畢業於東華三院李潤田紀念中學，加入娛樂圈前曾任職營業主任。1985年參加香港小姐競選并當選「青春小姐」，隨後加入無線。曾先後飾演處境喜劇《城市故事》的許清儀，《鐵血大旗門》的溫黛黛，《俠客行》的鐵珊瑚等角色，1989年，劉淑華約滿離開無線，便息影退出娛樂圈，同年5月轉行加入柏寧酒店工作，1990年9月加入謝瑞麟珠寶公司任職助理廣告及公關經理。

## 電視劇演出
- 《城市故事》（1986年） 飾 許清儀
- 《鐵血大旗門》（1989年） 飾 溫黛黛
- 《喋血黃埔灘》（1987年，電視電影）
- 《俠客行》（1989年） 飾 鐵珊瑚
- 《血緣》（1989年，電視電影）
- 《燃情夜點 琉璃篇》 （1989年，單元劇）

## 電視節目
- 1986年：《1986年度香港小姐決賽》表演嘉賓
- 1987年：《1987年度香港小姐準決賽》表演嘉賓
- 1997年：《愛心獻再生》司儀
- 1998年：《虎虎生威慶團年》主持

## 著作
- 1999年11月：《劉淑華健美實用新秘訣》 天地圖書有限公司出版　ISBN 9789629506728

## 廣告代言
- 1987年：《PAGE ONE 洗面膏》 （页面存档备份，存于）（與梁思浩）

## 外部
- 港姐競選專輯 劉淑華 Marina Lau
- 1985年 香港小姐选美大赛完全手册